# 부산백양고등학교
부산백양고등학교(釜山白楊高等學校)는 대한민국 부산광역시 북구 구포동에 있는 공립 고등학교이다.

## 학교 연혁
- 1955년 7월 1일 : 구포상업고등학교로 개교
- 1993년 10월 28일 : 목련관(강당) 건립
- 2004년 12월 1일 : 강맥원(학교 정원) 완공
- 2006년 9월 1일 : 초대 구자익 교장 취임
- 2007년 3월 1일 : 부산백양고등학교로 전환(일반계고교 남녀공학 8학급)
- 2009년 2월 10일 : 구포여상 제52회(최종) 졸업식(총졸업생 26,180명)
- 2010년 2월 10일 : 부산백양고 제1회 졸업식(졸업생 285명, 총 285명)
- 2010년 3월 2일 : 부산시교육청 지정 교과교실제 C형 연구학교 운영(3년간)
- 2011년 3월 1일 : 급식실 준공
- 2014년 7월 1일 : 교훈 개정(바르고 큰 사람), 교목 변경(느티나무)
- 2023년 10월 9일 : 부산광역시교육청 "부산다행복나눔학교" 재지정 (2024.03.01.~2028.02.29.)
- 2025년 2월 7일 : 제16회 졸업식 (16회 졸업생 133명 포함 총 3,694명)
- 2025년 3월 1일 : 제9대 정중우 교장 취임
- 2025년 3월 4일 : 제19회 입학식 (신입생 140명)

## 참고 자료
- 부산백양고등학교 - 한국교육학술정보원 학교알리미